# Le Samyn des Dames 2016
Pour la course masculine, voir Le Samyn 2016.
La 5e édition du Samyn des Dames a eu lieu le 2 mars 2016. La course fait partie du calendrier international féminin UCI 2016 en catégorie 1.2. C'est également la deuxième épreuve de la Lotto Cycling Cup pour Dames 2016. Elle se déroule en même temps que l'épreuve masculine.
L'épreuve a été remportée lors d'un sprint à deux coureuses par la Néerlandaise Chantal Blaak (Boels Dolmans) qui s'impose devant la Suédoise Emma Johansson (Wiggle High5) et quatorze secondes devant sa compatriote Amy Pieters (Wiggle High5) qui règle un groupe de quatre pour la troisième place.

## Présentation

### Équipes
Classé en catégorie 1.2 du Calendrier international féminin UCI, le Samyn des Dames est par conséquent ouvert aux équipes féminines UCI, aux équipes nationales, aux équipes régionales et de clubs et aux équipes mixtes.
Trente-et-unes équipes participent à ce Samyn des Dames - seize équipes féminines UCI, deux équipes nationales, douze équipes régionales et de clubs et une équipe mixte :
| Équipes UCI                     | Équipes UCI | Équipes UCI |
| Nom de l'équipe                 | Pays        | Code        |
| ------------------------------- | ----------- | ----------- |
| BePink                          | Italie      | BPK         |
| Bizkaia-Durango                 | Espagne     | BDP         |
| BMS BIRN                        | Danemark    | BMS         |
| Boels Dolmans                   | Pays-Bas    | DLT         |
| Cylance                         | États-Unis  | CPC         |
| Drops                           | Royaume-Uni | DRP         |
| Hitec Products                  | Norvège     | HPU         |
| Lares-Waowdeals Women           | Belgique    | LWW         |
| Lensworld-Zannata               | Belgique    | LZE         |
| Lotto Soudal Ladies             | Belgique    | LBL         |
| Parkhotel Valkenburg            | Pays-Bas    | PHV         |
| Poitou-Charentes.Futuroscope.86 | France      | FUT         |
| Tibco-Silicon Valley Bank       | États-Unis  | TIB         |
| Topsport Vlaanderen-Etixx       | Belgique    | VLL         |
| UnitedHealthcare Women's        | États-Unis  | UHC         |
| Wiggle High5                    | Royaume-Uni | WHT         |

| Équipes nationales              | Équipes nationales | Équipes nationales |
| Nom de l'équipe                 | Pays               | Code               |
| ------------------------------- | ------------------ | ------------------ |
| Équipe nationale de Lituanie    | Lituanie           | LTU                |
| Équipe nationale du Royaume-Uni | Royaume-Uni        | GBR                |

| Équipes régionales et de clubs               | Équipes régionales et de clubs | Équipes régionales et de clubs |
| Nom de l'équipe                              | Pays                           | Code                           |
| -------------------------------------------- | ------------------------------ | ------------------------------ |
| Autoglas Wetteren                            | Belgique                       | -                              |
| De Sprinters Malderen                        | Belgique                       | -                              |
| Équipe régionale de Hollande-Septentrionale  | Pays-Bas                       | -                              |
| Footon Velosport                             | Royaume-Uni                    | -                              |
| Isorex Ladies                                | Belgique                       | -                              |
| Jan van Arckel                               | Pays-Bas                       | -                              |
| Jos Feron Lady Force                         | Pays-Bas                       | -                              |
| Keukens Redant                               | Belgique                       | -                              |
| Koga Ladies-Protective-Fachklinik Dr. Herzog | Allemagne                      | -                              |
| Maaslandster Nicheliving CCN                 | Pays-Bas                       | -                              |
| SwaboLadies.nl                               | Pays-Bas                       | -                              |
| WSC Hoop Op Zegen Beveren                    | Belgique                       | -                              |

| Équipe mixte                             | Équipe mixte | Équipe mixte |
| Nom de l'équipe                          | Pays         | Code         |
| ---------------------------------------- | ------------ | ------------ |
| Équipe mixte De Jonge Renner-Liv-Plantur | Pays-Bas     | -            |

## Récit de la course
Au bout de trente kilomètres, l'équipe néerlandaise Boels Dolmans provoque une bordure isolant définitivement une vingtaine de coureuses, dont les cinq membres de leur formation composée des Néerlandaises Chantal Blaak et Demi de Jong, de la Canadienne Karol-Ann Canuel, de la Britannique Nikki Harris et de la Luxembourgeoise Christine Majerus, mais aussi pour les autres équipes de l'Australienne Lauren Kitchen (Hitec Products), de l'Américaine Shelley Olds et de l'Italienne Valentina Scandolara (Cylance) et de la Néerlandaise Floortje Mackaij (Équipe mixte De Jonge Renner-Liv-Plantur) notamment. Dans les circuits finals, les secteurs pavés sont parcourus à un haut rythme. La chute de Shelley Olds dans l'un d'eux à huit kilomètres de l'arrivée sépare huit athlètes du reste du groupe : il s'agit de Nikki Harris, la Suédoise Emma Johansson (Wiggle High5), Floortje Mackaij, suivies ensuite de Chantal Blaak, Demi de Jong, Christine Majerus et de la Néerlandaise Amy Pieters (Wiggle High5). Emma Johansson produit une nouvelle accélération pour se détacher avec Chantal Blaak. Cette dernière tente plusieurs fois sans succès de se détacher, sans succès. La victoire se joue au sprint et Chantal Blaak se montre la plus rapide et remporte la course,.

## Classements

### Classement final
| Classement final | Classement final  | Classement final | Classement final                         | Classement final  |
|                  | Coureur           | Pays             | Équipe                                   | Temps             |
| ---------------- | ----------------- | ---------------- | ---------------------------------------- | ----------------- |
| 1er              | Chantal Blaak     | Pays-Bas         | Boels Dolmans                            | en 3 h 3 min 36 s |
| 2e               | Emma Johansson    | Suède            | Wiggle High5                             | + 0 s             |
| 3e               | Amy Pieters       | Pays-Bas         | Wiggle High5                             | + 14 s            |
| 4e               | Floortje Mackaij  | Pays-Bas         | Équipe mixte De Jonge Renner-Liv-Plantur | + 14 s            |
| 5e               | Demi de Jong      | Pays-Bas         | Boels Dolmans                            | + 14 s            |
| 6e               | Nikki Harris      | Royaume-Uni      | Boels Dolmans                            | + 14 s            |
| 7e               | Christine Majerus | Luxembourg       | Boels Dolmans                            | + 18 s            |
| 8e               | Kelly Druyts      | Belgique         | Topsport Vlaanderen-Etixx                | + 41 s            |
| 9e               | Lauren Kitchen    | Australie        | Hitec Products                           | + 48 s            |
| 10e              | Roxane Fournier   | France           | Poitou-Charentes.Futuroscope.86          | + 48 s            |
| modifier         |                   |                  |                                          |                   |

## Liste des participants
- Liste de départ complète